# I liga chilijska w piłce nożnej (2008)
I liga chilijska w piłce nożnej (2008)
Mistrzem Chile turnieju Apertura został klub Everton Viña del Mar, natomiast wicemistrzem Chile – CSD Colo-Colo.
Mistrzem Chile turnieju Clausura został klub CSD Colo-Colo, natomiast wicemistrzem Chile – CD Palestino.
Do Copa Libertadores w roku 2009 zakwalifikowały się następujące kluby:
- Everton Viña del Mar – mistrz Chile turnieju Apertura,
- CSD Colo-Colo – mistrz Chile turnieju Clausura,
- Club Universidad de Chile – najlepszy dorobek w fazie ligowej turnieju Clausura.

Do Copa Sudamericana w roku 2008 zakwalifikowały się następujące kluby:
- CD Ñublense – najlepszy w fazie ligowej turnieju Apertura,
- CD Universidad Católica – drugi w fazie ligowej turnieju Apertura.

Kluby, które spadły do II ligi:
- Antofagasta – czwarty od końca w tabeli spadkowej,
- Concepción – przedostatni w tabeli spadkowej,
- Melipilla – trzeci od końca w tabeli spadkowej,
- Provincial Osorno – ostatni w tabeli spadkowej.

Na miejsce spadkowiczów awansowały z drugiej ligi następujące kluby:
- Curicó Unido – mistrz drugiej ligi.

## Torneo Apertura 2008

### Apertura 1
| Data             | Mecz |
| ---------------- | --- |
| 25 stycznia 2008 | Provincial Osorno – CSD Colo-Colo 0:3 Jorge Aguilar 11s, Daniel González 20, Lucas Barrios 76                                                                                                   |
| 26 stycznia 2008 | CD Palestino – Antofagasta 1:1 Héctor Pericás 64 – Héctor Suazo 69 |
| 26 stycznia 2008 | Audax Italiano – La Serena 0:0 mecz rozegrany został na stadionie klubu CSD Colo-Colo |
| 26 stycznia 2008 | Melipilla – Unión Española 1:2 César Díaz 70k – Joan Fuentes 48, José Luis Sierra 60k |
| 26 stycznia 2008 | Universidad Concepción – CD O’Higgins 0:0 |
| 26 stycznia 2008 | CSD Rangers – CD Ñublense 0:0 |
| 27 stycznia 2008 | CD Cobresal – Everton Viña del Mar 4:0 Marco Olea 2, 40, 70, Cristián Ríos 90 |
| 27 stycznia 2008 | CD Universidad Católica – Santiago Morning 8:2 Héctor Tapia 7, 32, Luis Núñez 35, 65, Darío Botinelli 48, 66, Francisco Silva 78, Roberto Gutiérrez 86 – Miguel Hernández 58, Claudio Videla 80 |
| 27 stycznia 2008 | Club Universidad de Chile – Concepción 2:1 Manuel Villalobos 5, Eduardo Navea 87 – Daud Gazale 35 mecz rozegrany na stadionie klubu CSD Colo-Colo przy pustych trybunach                        |
| 27 stycznia 2008 | Cobreloa – CD Huachipato 0:0 |

### Apertura 2
| Data          | Mecz |
| ------------- | --- |
| 1 lutego 2008 | Unión Española – Audax Italiano 1:0 Johan Fuentes 90 |
| 1 lutego 2008 | La Serena – CSD Rangers 1:0 Gastón Losa 79k |
| 2 lutego 2008 | Everton Viña del Mar – CD Universidad Católica 0:2 Héctor Tapia 4, Darío Bottinelli 68 |
| 2 lutego 2008 | CSD Colo-Colo – Melipilla 4:3 Lucas Barrios 21, 66, Gustavo Biscayzacú 51, 90 – Miguel Riffo 25s, César Díaz 30k, Cristián Muñoz 70 |
| 2 lutego 2008 | CD O’Higgins – CD Palestino 0:2 Héctor Pericás 10, Esteban Sáez 40 |
| 2 lutego 2008 | Concepción – Santiago Morning 0:3vo Daud Gazale 48, 55 – Washington Torres 25 mecz zakończony zwycięstwem 2:1 klubu Concepción – zweryfikowany został na walkower 0:3 dla Santiago Morning, gdyż Concepción wystawił do gry nieuprawionego gracza. Ponadto klubowi Concepción odjęto karnie 6 punktów. |
| 3 lutego 2008 | CD Ñublense – Club Universidad de Chile 0:0 mecz rozegrany został w mieście Concepción |
| 3 lutego 2008 | CD Cobresal – Cobreloa 1:0 Oscar Ibarra 24 |
| 3 lutego 2008 | Antofagasta – Universidad Concepción 3:3 Héctor Suazo 20, 30, Eric Pino 72 – Fernando Giménez 58, Gabriel Vargas 65, Manuel Maciel 83 |
| 3 lutego 2008 | CD Huachipato – Provincial Osorno 0:2 Pablo Meneses 29, Fabián Caballero 67 |

### Apertura 3
| Data           | Mecz |
| -------------- | --- |
| 8 lutego 2008  | CSD Rangers – Antofagasta 1:0 Cristián Gómez 68 |
| 8 lutego 2008  | CD Universidad Católica – Unión Española 1:2 Héctor Tapia 41k – Mario Cáceres 28, Isaías Peralta 82                                                                 |
| 9 lutego 2008  | CD Palestino – CSD Colo-Colo 1:0 Juan Pablo Úbeda 25 mecz rozegrany został w La Serena                                                                              |
| 9 lutego 2008  | Club Universidad de Chile – CD Cobresal 1:0 Manuel Villalobos 32 mecz rozegrany został przy pustych trybunach na stadionie klubu CSD Colo-Colo                      |
| 9 lutego 2008  | Melipilla – La Serena 2:3 César Díaz 4, 61k – Martín Gianfelice 8, Jorge Sotomayor 22, Cristián Verón 28                                                            |
| 9 lutego 2008  | Universidad Concepción – Everton Viña del Mar 1:3 Gabriel Vargas 44k – Rubén Darío Gigena 38, Juan Luis González 48, Angel Rojas 79                                 |
| 10 lutego 2008 | Cobreloa – CD O’Higgins 1:2 Gustavo Savoia 90k – Bryan Danesi 19, Felipe Flores 52                                                                                  |
| 10 lutego 2008 | Audax Italiano – Concepción 3:2 Braulio Leal 10, 35k, Cristián Reynero 83 – Daud Gazale 2, Gerardo Cortés 56 mecz rozegrany został na stadionie klubu CSD Colo-Colo |
| 10 lutego 2008 | Santiago Morning – CD Huachipato 2:2 Esteban Paredes 43, Washington Torres 83 – César Cortés 66, Gamadiel García 90k                                                |
| 10 lutego 2008 | CD Ñublense – Provincial Osorno 2:0 Jonathan Cisternas 16, Luis Flores Abarca 65 mecz rozegrany został w Linares                                                    |

### Apertura 4
| Data           | Mecz |
| -------------- | --- |
| 12 lutego 2008 | La Serena – CD Universidad Católica 1:1 Carlos Alzamora 70 – Eros Pérez 25                                          |
| 13 lutego 2008 | CD Cobresal – CD O’Higgins 0:0                                                                                      |
| 13 lutego 2008 | CD Huachipato – Antofagasta 3:1 Gamadiel García 8, 55, 62 – Eduardo Arancibia 89k                                   |
| 13 lutego 2008 | Santiago Morning – CD Palestino 1:1 Claudio Videla 57 – Víctor Aquino 48                                            |
| 13 lutego 2008 | Unión Española – Cobreloa 0:1 Luis Pedro Figueroa 80                                                                |
| 13 lutego 2008 | Provincial Osorno – CSD Rangers 2:1 Fabian Caballero 30k, Mario Nuñez 85 – Gastón Cellerino 84                      |
| 13 lutego 2008 | CSD Colo-Colo – Universidad Concepción 1:0 Carlos Salazar 41                                                        |
| 13 lutego 2008 | Concepción – CD Ñublense 0:0                                                                                        |
| 14 lutego 2008 | Everton Viña del Mar – Club Universidad de Chile 3:1 Ezequiel Miralles 11, 26, Cristián Canio 32 – Rafael Olarra 46 |
| 27 lutego 2008 | Melipilla – Audax Italiano 1:0 Sergio Fernández 75                                                                  |

### Apertura 5
| Data           | Mecz |
| -------------- | --- |
| 16 lutego 2008 | Audax Italiano – CD Cobresal 4:1 Renzo Yáñez 6, 45, 87, Braulio Leal 49 – Claudio Pérez 52 mecz rozegrany został na stadionie klubu CSD Colo-Colo |
| 16 lutego 2008 | Universidad Concepción – CD Huachipato 2:0 Osvaldo González 62, Gabriel Vargas 74                                                                 |
| 16 lutego 2008 | CD Universidad Católica – Provincial Osorno 2:0 Rodrigo Valenzuela 44, Héctor Tapia 89                                                            |
| 17 lutego 2008 | CSD Rangers – CSD Colo-Colo 2:2 Rodrigo Barra 45k, Lucas Palma 90 – John Jairo Castillo 36, Cristóbal Jorquera 74                                 |
| 17 lutego 2008 | Cobreloa – La Serena 2:2 Gustavo Savoia 46, Rodrigo Mannara 85 – Mauricio Salazar 18, Martín Gianfelice 33                                        |
| 17 lutego 2008 | CD Palestino – Everton Viña del Mar 1:2 Héctor Pericás 13 – Javier Menghini 52, Ezequiel Miralles 61                                              |
| 17 lutego 2008 | CD Ñublense – Melipilla 2:0 Luis Flores Abarca 59, 69k mecz rozegrany został w Linares                                                            |
| 17 lutego 2008 | Club Universidad de Chile – Unión Española 2:0 Rafael Olarra 5, Manuel Villalobos 61 mecz rozegrany został w Valparaiso                           |
| 17 lutego 2008 | Antofagasta – Santiago Morning 1:2 Eduardo Arancibia 58 – Washington Torres 13, Esteban Paredes 90k                                               |
| 17 lutego 2008 | CD O’Higgins – Concepción 1:0 Rodrigo Ramírez 43                                                                                                  |

### Apertura 6
| Data           | Mecz |
| -------------- | --- |
| 23 lutego 2008 | Concepción – CD Universidad Católica 2:1 Néstor Bareiro 27, César Vergara 50 – Julio Gutiérrez 90+1                                           |
| 23 lutego 2008 | La Serena – Everton Viña del Mar 1:0 Angel Carreño 85                                                                                         |
| 23 lutego 2008 | CD Palestino – CSD Rangers 0:2 Rodrigo Barra 29, Lucas Palma 82                                                                               |
| 23 lutego 2008 | Provincial Osorno – Universidad Concepción 1:3 Marco Rodríguez 7 – Gabriel Vargas 24, 44, 47                                                  |
| 24 lutego 2008 | Melipilla – Club Universidad de Chile 0:3 Jaime García 44s, Manuel Villalobos 52, Walter Montillo 72                                          |
| 24 lutego 2008 | Antofagasta – Cobreloa 1:1 Erik Pino 2 – Oscar Roberto Cornejo 45                                                                             |
| 24 lutego 2008 | CD Huachipato – Audax Italiano 1:4 Herminio Miranda 65 – Fabián Orellana 45+1, Patricio Gutiérrez 50, Miguel Ángel Romero 58, Renato Ramos 88 |
| 24 lutego 2008 | CD Cobresal – Unión Española 3:0 Patricio Lira 29k, Marco Olea 35, Víctor Oyarzún 78                                                          |
| 24 lutego 2008 | Santiago Morning – CD O’Higgins 2:3 Felipe Díaz 19, Esteban Paredes 51 – Federico Martorell 65, Cristóbal González 67, Hans Gómez 88          |
| 24 lutego 2008 | CSD Colo-Colo – CD Ñublense 1:4 Boris Sagredo 15 – Ever Cantero 12, Jonathan Cisternas 16, 56, José Luis Cabión 32s                           |

### Apertura 7
| Data           | Mecz |
| -------------- | --- |
| 29 lutego 2008 | Unión Española – Santiago Morning 0:1 Esteban Paredes 75                                                                              |
| 1 marca 2008   | CD O’Higgins – Antofagasta 0:0 |
| 1 marca 2008   | Provincial Osorno – Melipilla 3:1 Fabián Caballero 9, Fernando Brandán 53, Michael Silva 69 – Alejandro Carrasco 40                   |
| 1 marca 2008   | Everton Viña del Mar – Audax Italiano 2:1 Cristián Canío 6, Cristián Uribe 30k – Carlos Villanueva 15k                                |
| 1 marca 2008   | Universidad Concepción – CD Palestino 2:3 Marco Millape 31, Gustavo Lorenzetti 51 – Víctor Aquino 20, 81, Francisco Ibáñez 82         |
| 1 marca 2008   | La Serena – Concepción 2:4 Gastón Losa 12k, Carlos Alzamora 90 – Alvaro Lara 9, José Soto 33, Patricio Almendra 75, Gerardo Cortés 80 |
| 1 marca 2008   | CSD Rangers – CD Huachipato 0:0 |
| 2 marca 2008   | Cobreloa – Club Universidad de Chile 3:1 Iván Guillauma 1, Gustavo Savoia 45+1, 69 – Manuel Villalobos 20                             |
| 2 marca 2008   | CSD Colo-Colo – CD Universidad Católica 0:1 Cristián Muñoz 22s                                                                        |
| 2 marca 2008   | CD Ñublense – CD Cobresal 2:1 Juan Pablo Toro 32, Pedro Rivera 58 – Julio César Laffatigue 24 mecz rozegrany został w Linares         |

### Apertura 8
| Data             | Mecz |
| ---------------- | --- |
| 5 marca 2008     | CSD Rangers – Cobreloa 2:2 Gastón Cellerino 44, Marco Villaseca 50 – Rodrigo Rain 31, Gustavo Savoia 90                                                                     |
| 5 marca 2008     | CD Huachipato – CD Cobresal 2:2 Hernán Madrid 15, Leonardo Monje 18 – Patricio Lira 45k, Rodrigo Núñez 72                                                                   |
| 5 marca 2008     | Club Universidad de Chile – La Serena 3:1 Marcelo Salas 4, Manuel Villalobos 74, Pedro Morales 90 – Martín Gianfelice 82                                                    |
| 5 marca 2008     | Melipilla – Everton Viña del Mar 0:1 Jaime Riveros 43 |
| 5 marca 2008     | Concepción – Unión Española 1:1 Daniel Pereira 55 – Mario Cáceres 80 |
| 5 marca 2008     | CD Universidad Católica – CD O’Higgins 2:0 Rodrigo Toloza 47, Roberto Gutiérrez 50                                                                                          |
| 5 marca 2008     | Santiago Morning – Universidad Concepción 3:2 Sebastián Cobelli 29, 86, Esteban Paredes 90 – Gustavo Lorenzetti 2, Gabriel Vargas 22k                                       |
| 5 marca 2008     | CD Palestino – CD Ñublense 3:0 Víctor Aquino 59, 73, 90 |
| 5 marca 2008     | Antofagasta – Provincial Osorno 1:1 Eduardo Arancibia 3 – Pablo Meneses 35                                                                                                  |
| 16 kwietnia 2008 | Audax Italiano – CSD Colo-Colo 3:2 Carlos Villanueva 45, Renato Ramos 57, Fabián Orellana 73k – Lucas Barrios 7, Eduardo Rubio 90 mecz rozegrany został na Estadio Nacional |

### Apertura 9
| Data         | Mecz |
| ------------ | --- |
| 8 marca 2008 | CD Huachipato – CD Universidad Católica 3:1 Jaime González 20, Gamadiel García 31, César Cortés 34 – Luis Núñez 45+1k mecz rozegrany został w Concepción                           |
| 8 marca 2008 | CD O’Higgins – Melipilla 1:1 Carlos Carmona 5 – Marcelo Medina 10s |
| 8 marca 2008 | Club Universidad de Chile – CD Palestino 1:0 José Contreras 44 |
| 8 marca 2008 | Everton Viña del Mar – CSD Rangers 3:1 Adrián Rojas 40, Ezequiel Miralles 52, Jaime Riveros 55 – Lucas Palma 74                                                                    |
| 9 marca 2008 | Unión Española – CSD Colo-Colo 1:5 Mario Cáceres 58 – Gustavo Biscayzacú 17, Lucas Barrios 19, 75, Carlos Salazar 67, Daniel González 89 mecz rozegrany został w Talca             |
| 9 marca 2008 | Concepción – Cobreloa 2:0 Gerardo Cortés 8, José Soto 90+2 |
| 9 marca 2008 | Antofagasta – La Serena 1:0 Eduardo Arancibia 82k |
| 9 marca 2008 | CD Ñublense – Santiago Morning 3:1 Ever Cantero 5, Luis Flores Abarca 52, Juan Francisco Viveros 90+2 – Esteban Paredes 12 mecz rozegrany został w Linares                         |
| 9 marca 2008 | Audax Italiano – Universidad Concepción 3:1 Braulio Leal 13, Carlos Villanueva 28k, Renato Ramos 90+5k – Fernando Solís 48 mecz rozegrany został na stadionie klubu Unión Española |
| 9 marca 2008 | CD Cobresal – Provincial Osorno 2:0 Marco Olea 34, Juan Carlos Laffatigue 78 |

### Apertura 10
| Data          | Mecz |
| ------------- | --- |
| 11 marca 2008 | CSD Rangers – Santiago Morning 1:4 Esteban González 6 – Maximiliano Mirabet 24, Esteban Paredes 37, Sebastián Cobelli 56, Claudio Videla 90 |
| 12 marca 2008 | Universidad Concepción – Club Universidad de Chile 1:1 José Rojas 61s – Marcelo Salas 32                                                    |
| 12 marca 2008 | La Serena – CD Cobresal 1:1 Fabián Acuña 11 – Marco Olea 13                                                                                 |
| 12 marca 2008 | Unión Española – Everton Viña del Mar 2:3 Manuel Neira 23, Juan Luis González 79s – Jaime Riveros 18, Javier Menghini 44 Angel Rojas 85     |
| 12 marca 2008 | Provincial Osorno – Audax Italiano 1:3 Fernando Brandán 8 – Miguel Ángel Romero 63, Fabián Orellana 80, Carlos Villanueva 90k               |
| 12 marca 2008 | CSD Colo-Colo – CD O’Higgins 1:1 Domingo Salcedo 26 – Hans Gómez 81                                                                         |
| 12 marca 2008 | Melipilla – Concepción 3:4 Iván Álvarez 11, Héctor Berrios 55, Oscar Salinas 78 – Daud Gazale 9, 41, Daniel Pereira 28, Gerardo Cortés 61   |
| 12 marca 2008 | Cobreloa – CD Ñublense 1:0 Luis Alegría 77s                                                                                                 |
| 12 marca 2008 | CD Palestino – CD Huachipato 1:2 Juan Pablo Úbeda 28k – Gamadiel García 7, 34                                                               |
| 19 marca 2008 | CD Universidad Católica – Antofagasta 4:0 Darío Botinelli 8, Rodrigo Toloza 14, Roberto Gutiérrez 36, Héctor Tapia 88                       |

### Apertura 11
| Data             | Mecz |
| ---------------- | --- |
| 15 marca 2008    | Santiago Morning – CSD Colo-Colo 1:3 Esteban Paredes 13 – Lucas Barríos 7, 15, Daniel González 87k mecz rozegrany został na Estadio Nacional      |
| 15 marca 2008    | Audax Italiano – CD Universidad Católica 3:1 Cristián Reynero 7, Renzo Yáñez 19, Fabián Orellana 47 – Aílton 71k                                  |
| 15 marca 2008    | La Serena – Unión Española 2:3 Gastón Losa 65k, Fabián Acuña 71 – Fernando Cordero 30, Mario Cáceres 48k, Manuel Neira 66                         |
| 15 marca 2008    | Everton Viña del Mar – CD Huachipato 0:0 |
| 16 marca 2008    | CD Cobresal – Melipilla 4:2 Marco Olea 8, Víctor Oyarzún 54, Patricio Lira 73k, Julio César Laffatigue 90+5k – Joel López 16, Claudio Figueroa 30 |
| 16 marca 2008    | Cobreloa – CD Palestino 3:2 Luis Pedro Figueroa 32, Eduardo Vargas 58, Rodrigo Mannara 79 – Juan Maldonado 45, Víctor Aquino 83                   |
| 16 marca 2008    | CD O’Higgins – CSD Rangers 2:1 Jean Beausejour 7, Bryan Danessi 12 – Rodrigo Barra 17                                                             |
| 16 marca 2008    | Concepción – Universidad Concepción 2:0 Daud Gazale 27, Néstor Bareiro 73                                                                         |
| 16 marca 2008    | Club Universidad de Chile – Provincial Osorno 4:1 Manuel Villalobos 63, 70, José Contreras 77, Walter Montillo 84 – Héctor Carballo 72k           |
| 16 kwietnia 2008 | Antofagasta – CD Ñublense 0:1 Edgardo Abdala 81                                                                                                   |

### Apertura 12
| Data          | Mecz |
| ------------- | --- |
| 22 marca 2008 | CD Universidad Católica – CD Cobresal 2:1 Rodrigo Toloza 56, Darío Bottinelli 58 – Patricio Lira 37                                                                      |
| 22 marca 2008 | Universidad Concepción – La Serena 2:1 Gabriel Vargas 60, Juan Cabral 65 – Angel Carreño 58                                                                              |
| 22 marca 2008 | CSD Rangers – Audax Italiano 2:0 Omar Enrique Mallea 41, Marcelo Lucero 90                                                                                               |
| 22 marca 2008 | CD Ñublense – CD O’Higgins 2:1 Ever Cantero 4, Alejandro Osorio 48 – Bryan Danessi 2 mecz rozegrany został w Linares                                                     |
| 23 marca 2008 | CD Huachipato – Club Universidad de Chile 3:2 César Cortés 46, Gamadiel García 76, Juan Abarca 83 – Marcelo Salas 30, Marcelo Díaz 75 mecz rozegrany został w Concepción |
| 23 marca 2008 | CSD Colo-Colo – Antofagasta 2:1 Lucas Barrios 9, José Pedro Fuenzalida 34 – Vladimir Guerrero 87k                                                                        |
| 23 marca 2008 | Melipilla – Cobreloa 1:2 César Díaz 20 – Rubén Castillo 57, Charles Aránguiz 60                                                                                          |
| 23 marca 2008 | Santiago Morning – Everton Viña del Mar 1:4 Esteban Paredes 77k – Cristián Canío 17, 54, Jaime Riveros 57, Francisco Sánchez 80                                          |
| 23 marca 2008 | CD Palestino – Unión Española 2:3 Esteban Sáez 18, Juan Maldonado 84k – Fernando Gutiérrez 77, Nicolás Canales 82, 90+1                                                  |
| 23 marca 2008 | Provincial Osorno – Concepción 1:3 Fabián Caballero 79 – Néstor Bareiro 46, Alvaro Lara 69, Gerardo Cortés 83                                                            |

### Apertura 13
| Data          | Mecz |
| ------------- | --- |
| 28 marca 2008 | CD Universidad Católica – Melipilla 2:0 Roberto Gutiérrez 26, Rodrigo Toloza 79k                                                                 |
| 29 marca 2008 | La Serena – CD Huachipato 2:1 Gastón Losa 36k, Roberto Castillo 51 – Leonardo Monje 42                                                           |
| 29 marca 2008 | CD O’Higgins – Provincial Osorno 4:1 Hans Gómez 5, 11, 90, Joan Henríquez 64 – Mario Núñez 46                                                    |
| 30 marca 2008 | Everton Viña del Mar – CD Ñublense 1:1 Cristián Canío 9 – Luis Flores Abarca 63                                                                  |
| 30 marca 2008 | Concepción – CSD Colo-Colo 2:2 Daud Gazale 33, Patricio Almedra 57k – Gustavo Biscayzacú 12, Lucas Barrios 50                                    |
| 30 marca 2008 | Unión Española – Antofagasta 1:0 Eduardo Cusó 65s                                                                                                |
| 30 marca 2008 | Audax Italiano – CD Palestino 2:1 Carlos Garrido 39, Renzo Yáñez 78 – Cristián Vilches 71 mecz rozegrany został na stadionie klubu CSD Colo-Colo |
| 30 marca 2008 | CD Cobresal – CSD Rangers 2:0 Julio César Laffatigue 5, Rodrigo Núñez 11                                                                         |
| 30 marca 2008 | Cobreloa – Universidad Concepción 1:3 Rodrigo Rain 50 – Gabriel Vargas 16, 44, Juan Cabral 86                                                    |
| 31 marca 2008 | Club Universidad de Chile – Santiago Morning 1:2 Walter Montillo 69 – Esteban Paredes 60, Sebastián Cobelli 70                                   |

### Apertura 14
| Data            | Mecz |
| --------------- | --- |
| 5 kwietnia 2008 | CSD Colo-Colo – Everton Viña del Mar 3:1 Daniel González 62, Gustavo Biscayzacú 63, Lucas Barrios 69 – Francisco Sánchez 57 |
| 5 kwietnia 2008 | Universidad Concepción – Unión Española 1:0 Juan Cabral 52                                                                  |
| 5 kwietnia 2008 | CD Huachipato – Concepción 3:2 César Cortés 16, Víctor Sarabia 63, Jorge Burgos 89 – Daud Gazale 11, Juan José Ribera 90+2  |
| 6 kwietnia 2008 | Antofagasta – Club Universidad de Chile 2:1 Eduardo Arancibia 33k, Richard Olivares 79 – Marcelo Salas 77k                  |
| 6 kwietnia 2008 | CD Palestino – CD Universidad Católica 1:1 Héctor Pericás 1 – Julio Gutiérrez 83 mecz rozegrany został na Estadio Nacional  |
| 6 kwietnia 2008 | Provincial Osorno – Cobreloa 1:2 Mario Núñez 46 – Rodrigo Mannara 20, Gustavo Savoia 45                                     |
| 6 kwietnia 2008 | Santiago Morning – CD Cobresal 2:2 Miguel Hernández 19, Roque Arancibia 79 – Marco Olea 41, Oscar Ibarra 51                 |
| 6 kwietnia 2008 | CD Ñublense – La Serena 1:0 Mauricio Cataldo 11 mecz rozegrany został w Linares                                             |
| 6 kwietnia 2008 | CSD Rangers – Melipilla 0:1 Jorge Lagunas 75                                                                                |
| 6 kwietnia 2008 | CD O’Higgins – Audax Italiano 3:0 Rodrigo Ramírez 25, Jean Beausejour 70, Cristóbal González 82                             |

### Apertura 15
| Data             | Mecz |
| ---------------- | --- |
| 12 kwietnia 2008 | CD Universidad Católica – Universidad Concepción 2:0 Darío Bottinelli 52k, Luis Núñez 53                                                  |
| 12 kwietnia 2008 | Unión Española – CD Ñublense 0:0 |
| 12 kwietnia 2008 | CD Cobresal – CD Palestino 2:4 Julio César Laffatigue 64, Patricio Lira 85k – Víctor Aquino 45, 47, Juan Maldonado 55, Esteban Sáez 75    |
| 12 kwietnia 2008 | Club Universidad de Chile – CSD Colo-Colo 1:0 Manuel Villalobos 32                                                                        |
| 12 kwietnia 2008 | Everton Viña del Mar – CD O’Higgins 1:3 Ezequiel Miralles 5 – Cristóbal González 38, Jean Beausejour 77, Joan Henríquez 80                |
| 13 kwietnia 2008 | Audax Italiano – Antofagasta 3:0 Oliver Toledo 5, Renato Ramos 21, 31 mecz rozegrany został na stadionie klubu CSD Colo-Colo              |
| 13 kwietnia 2008 | Cobreloa – Santiago Morning 3:4 Charles Aránguiz 22, Iván Guillauma 58, Luis Pedro Figueroa 83 – Francisco Huaiquipán 79                  |
| 13 kwietnia 2008 | Concepción – CSD Rangers 2:4 Patricio Almendra 59k, Alonzo Zúñiga 74 – Rodrigo Barra 15, Mariano Celasco 41, 90+4, Omar Enrique Mallea 82 |
| 13 kwietnia 2008 | Melipilla – CD Huachipato 2:4 César Díaz 54k, Jorge Lagunas 60 – Leonardo Monje 32, Gamadiel García 65k, José Burgos 82, 90               |
| 13 kwietnia 2008 | La Serena – Provincial Osorno 2:1 Roberto Castillo 1, Cristián Verón 74 – Mario Núñez 16                                                  |

### Apertura 16
| Data             | Mecz |
| ---------------- | --- |
| 19 kwietnia 2008 | CSD Colo-Colo – Cobreloa 0:0 |
| 19 kwietnia 2008 | CD Palestino – Melipilla 2:1 Víctor Aquino 55, Juan Pablo Úbeda 72 – César Díaz 90+2k                                                                         |
| 19 kwietnia 2008 | CD O’Higgins – La Serena 4:1 Hans Gómez 46, 77, Carlos Carmona 69, Cristóbal González 79 – Pablo Bolados 67                                                   |
| 20 kwietnia 2008 | CSD Rangers – CD Universidad Católica 2:2 Gastón Cellerino 35, 66 – Darío Botinelli 20, Albert Acevedo 72                                                     |
| 20 kwietnia 2008 | Concepción – Everton Viña del Mar 3:2 Daud Gazale 8, Francisco Castillo 58, Daniel Pereira 90+2 – Rubén Darío Gigena 18, Francisco Sánchez 40                 |
| 20 kwietnia 2008 | Club Universidad de Chile – Audax Italiano 2:0 Sebastián Roco 38s, Leonardo Mas 90+3                                                                          |
| 20 kwietnia 2008 | CD Huachipato – Unión Española 2:1 César Cortés 28, Leonardo Monje 73 – Cristián Sepúlveda 66                                                                 |
| 20 kwietnia 2008 | CD Ñublense – Universidad Concepción 3:1 Ever Cantero 39, Jonathan Cisternas 83, Luis Flores Abarca 90+3k – Gabriel Vargas 37 mecz rozegrany został w Linares |
| 20 kwietnia 2008 | Santiago Morning – Provincial Osorno 2:1 Esteban Paredes 24k, 88 – Mario Núñez 89                                                                             |
| 23 kwietnia 2008 | Antofagasta – CD Cobresal 0:1 Diego Guidi 46 |

### Apertura 17
| Data             | Mecz |
| ---------------- | --- |
| 26 kwietnia 2008 | La Serena – CSD Colo-Colo 2:2 Mauricio Salazar 58, Carlos Tapia 67 – Lucas Barrios 39, 81                                             |
| 26 kwietnia 2008 | Provincial Osorno – CD Palestino 1:0 Federico Carballo 45                                                                             |
| 26 kwietnia 2008 | Unión Española – CD O’Higgins 1:1 Manuel Neira 40k – Carlos González 48                                                               |
| 26 kwietnia 2008 | Universidad Concepción – CSD Rangers 1:2 Gabriel Vargas 24 – Gastón Cellerino 34, Rodrigo Pereira 81                                  |
| 26 kwietnia 2008 | CD Huachipato – CD Ñublense 1:2 Leonardo Monje 74 – Luis Flores Abarca 25, Jonathan Cisternas 45+2 mecz rozegrany został w Concepción |
| 27 kwietnia 2008 | CD Universidad Católica – Club Universidad de Chile 2:0 Roberto Gutiérrez 10, Gary Medel 41 mecz rozegrany został na Estadio Nacional |
| 27 kwietnia 2008 | Melipilla – Antofagasta 0:1 Vladimir Guerrero 69                                                                                      |
| 27 kwietnia 2008 | Everton Viña del Mar – Cobreloa 4:2 Cristián Canío 12, 52, 77, Rubén Darío Gigena 56 – Luis Fuentes 47, Gustavo Savoia 82k            |
| 27 kwietnia 2008 | Audax Italiano – Santiago Morning 2:0 Renato Ramos 57, Renzo Yáñez 83 mecz rozegrany został na stadionie klubu CSD Colo-Colo          |
| 28 kwietnia 2008 | CD Cobresal – Concepción 4:1 Pedro Muñoz 3, 57, Carlos Perlaza 78, Marco Olea 90 – César Vergara 79                                   |

### Apertura 18
| Data             | Mecz |
| ---------------- | --- |
| 29 kwietnia 2008 | CSD Colo-Colo – CD Huachipato 2:2 Gustavo Biscayzacú 55, 87 – Leonardo Monje 35, 67                                                                                 |
| 30 kwietnia 2008 | CD O’Higgins – Club Universidad de Chile 3:1 Carlos Carmona 5, Hans Gómez 18, Rodrigo Ramírez 72k – Manuel Villalobos 32                                            |
| 30 kwietnia 2008 | Cobreloa – CD Universidad Católica 0:1 Julio Gutiérrez 30 |
| 30 kwietnia 2008 | Universidad Concepción – CD Cobresal 3:1 José Luis Jiménez 21, 76, Roberto Órdenes 74 – Julio César Laffatigue 79                                                   |
| 30 kwietnia 2008 | CD Palestino – La Serena 0:2 Julio Beltrán 10, Gastón Losa 57k |
| 30 kwietnia 2008 | Provincial Osorno – Everton Viña del Mar 2:1 Mario Núñez 16, Sebastián Páez 58 – Ezequiel Miralles 65                                                               |
| 30 kwietnia 2008 | Santiago Morning – Melipilla 1:0 Néstor Contreras 74 |
| 30 kwietnia 2008 | CD Ñublense – Audax Italiano 3:2 Fernando López 50, Pedro Rivera 69, Juan Francisco Viveros 89 – Renato Ramos 13, Sebastián Roco 87 mecz rozegrany został w Linares |
| 30 kwietnia 2008 | CSD Rangers – Unión Española 1:0 Gastón Cellerino 80 |
| 30 kwietnia 2008 | Antofagasta – Concepción 2:1 Héctor Suazo 29, Rubén Aguilera 89 – Patricio Almendra 46k                                                                             |

### Apertura 19
| Data        | Mecz |
| ----------- | --- |
| 3 maja 2008 | CD Cobresal – CSD Colo-Colo 3:2 Víctor Oyarzún 51, Julio César Laffatigue 68, Diego Silva 90 – Lucas Barrios 37, 83 mecz rozegrany został w Calama |
| 3 maja 2008 | Unión Española – Provincial Osorno 2:0 Rodrigo Pérez 64, Mario Cáceres 77                                                                          |
| 4 maja 2008 | Everton Viña del Mar – Antofagasta 3:1 Ezequiel Miralles 34, Jaime Riveros 46, Cristián Canío 89k – Javier Menghini 75s                            |
| 4 maja 2008 | Audax Italiano – Cobreloa 2:1 Renzo Yáñez 29, Carlos Villanueva 47 – Patricio Gutiérrez 84s                                                        |
| 4 maja 2008 | Concepción – CD Palestino 1:3 Juan José Ribera 52 – Juan Maldonado 12, 73, Víctor Aquino 21                                                        |
| 4 maja 2008 | La Serena – Santiago Morning 5:1 Mauricio Salazar 8, 19, 85, Alejandro Vásquez 44, Carlos Alzamora 78 – Esteban Paredes 56                         |
| 4 maja 2008 | CD Huachipato – CD O’Higgins 0:1 Rodrigo Ramírez 22                                                                                                |
| 4 maja 2008 | Club Universidad de Chile – CSD Rangers 1:1 Pedro Morales 50 – Rodrigo Barra 36k                                                                   |
| 4 maja 2008 | Melipilla – Universidad Concepción 3:1 Iván Álvarez 43, Jorge Lagunas 55, José Luis Jiménez 69 – Ricardo Viveros 75                                |
| 4 maja 2008 | CD Universidad Católica – CD Ñublense 1:2 Rodrigo Toloza 67k – Luis Flores Abarca 77k, Edgardo Abdala 85                                           |

### Tabele końcowe turnieju Apertura 2008
Choć wszystkie kluby pierwszej ligi grały ze sobą każdy z każdym, to o mistrzostwie nie decydowała ogólna tabela. Kluby zostały wcześniej podzielone na 4 grupy. Z grup 2 i 4 po dwa najlepsze kluby awansowały bezpośrednio do ćwierćfinału mistrzostw, a z grupy 3 tylko zwycięzca awansował bezpośrednio do ćwierćfinału. Do fazy barażowej (tzw. Repechaje), która miała wyłonić ósmego ćwierćfinalistę awansował trzeci zespół grupy 1 i drugi zespół grupy 3.

#### Grupa 1
| Poz. | Klub                 | Mecze | Zw | Rem | Por | Pkt | BrZd | BrStr |
| ---- | -------------------- | ----- | -- | --- | --- | --- | ---- | ----- |
| 1    | Audax Italiano       | 19    | 11 | 1   | 7   | 34  | 35   | 25    |
| 2    | Everton Viña del Mar | 19    | 10 | 2   | 7   | 32  | 34   | 30    |
| 3    | CD Cobresal          | 19    | 9  | 4   | 6   | 31  | 35   | 26    |
| 4    | CD Huachipato        | 19    | 7  | 6   | 6   | 27  | 29   | 29    |
| 5    | Unión Española       | 19    | 7  | 3   | 9   | 24  | 20   | 27    |

#### Grupa 2
| Poz. | Klub                      | Mecze | Zw | Rem | Por | Pkt | BrZd | BrStr |
| ---- | ------------------------- | ----- | -- | --- | --- | --- | ---- | ----- |
| 1    | CD O’Higgins              | 19    | 10 | 6   | 3   | 36  | 30   | 17    |
| 2    | Club Universidad de Chile | 19    | 9  | 3   | 7   | 30  | 28   | 23    |
| 3    | Santiago Morning          | 19    | 9  | 3   | 7   | 30  | 35   | 42    |
| 4    | La Serena                 | 19    | 7  | 5   | 7   | 26  | 29   | 29    |
| 5    | CD Palestino              | 19    | 7  | 3   | 9   | 24  | 28   | 27    |

#### Grupa 3
| Poz. | Klub              | Mecze | Zw | Rem | Por | Pkt | BrZd | BrStr |
| ---- | ----------------- | ----- | -- | --- | --- | --- | ---- | ----- |
| 1    | CSD Colo-Colo     | 19    | 7  | 6   | 6   | 27  | 35   | 29    |
| 2    | Cobreloa          | 19    | 6  | 5   | 8   | 23  | 25   | 29    |
| 3    | Antofagasta       | 19    | 4  | 5   | 10  | 17  | 16   | 29    |
| 4    | Provincial Osorno | 19    | 5  | 1   | 13  | 16  | 19   | 38    |
| 5    | Melipilla         | 19    | 3  | 1   | 15  | 10  | 22   | 40    |

#### Grupa 4
| Poz. | Klub                    | Mecze | Zw | Rem | Por | Pkt | BrZd | BrStr |
| ---- | ----------------------- | ----- | -- | --- | --- | --- | ---- | ----- |
| 1    | CD Ñublense             | 19    | 12 | 5   | 2   | 41  | 28   | 14    |
| 2    | CD Universidad Católica | 19    | 11 | 3   | 5   | 36  | 37   | 19    |
| 3    | CSD Rangers             | 19    | 6  | 6   | 7   | 24  | 23   | 25    |
| 4    | Universidad Concepción  | 19    | 6  | 3   | 10  | 21  | 27   | 33    |
| 5    | Concepción              | 19    | 7  | 3   | 9   | 18* | 33   | 37    |

- Concepción – 6 punktów odjętych

Kluby CD Ñublense i CD Universidad Católica uzyskały najlepszy dorobek w fazie ligowej turnieju Apertura, dzięki czemu zakwalifikowały się do Copa Sudamericana 2008.

### Repechaje
| 7.05 2008 CD Cobresal – Cobreloa 2:2 (1:0), karne 2:4 1:0 Julio César Laffatigue 29, 2:0 Rodrigo Núñez 55, 2:1 Luis Fuentes 59, 2:2 Elvis Marecos 90+3 mecz rozegrany został w El Salvador |

### 1/4 finału
| Everton Viña del Mar – Audax Italiano 0:3 i 4:1 1 10.05 2008 0:1 Fabián Orellana 55, 0:2 Carlos Villanueva 83, 0:3 Braulio Leal 88k 2 14.05 2008 1:0 Cristián Canío 20k, 2:0 Ezequiel Miralles 56, 2:1 Carlos Garrido 69, 3:1 Cristián Canío 72, 4:1 Cristián Oviedo 90+1 (mecz rozegrany na stadionie klubu CSD Colo-Colo) |
| CSD Colo-Colo – CD Universidad Católica 3:1 i 1:1 1 10.05 2008 1:0 Cristóbal Jorquera 13, 1:1 Marcos González 32, 2:1 Gonzalo Fierro 52, 3:1 Lucas Barrios 64 2 13.05 2008 1:0 Daniel González 23, 1:1 Rodrigo Toloza 29k                                                                                                   |
| Cobreloa – CD Ñublense 0:0 i 1:2 1 11.05 2008 0:0 2 15.05 2008 1:0 Rodrigo Mannara 30, 1:1 Edgardo Abdala 38, 1:2 Luis Flores Abarca 78k (mecz w Concepción) |
| Club Universidad de Chile – CD O’Higgins 4:2 i 2:1 1 11.05 2008 1:0 Raúl Estévez 23, 1:1 Jean Beausejour 27, 1:2 Roberto Cáceres 36, 2:2 Raúl Estévez 45+1, 3:2 Manuel Villalobos 50, 4:2 Nicolás Larrondo 77 1 14.05 2008 0:1 Hans Gómez 28, 1:1 Manuel Villalobos 47, 2:1 Raúl Estévez 56                                 |

### 1/2 finału
| CSD Colo-Colo – CD Ñublense 0:1 i 2:1 1 18.05 2008 0:1 Ever Cantero 18 2 21.05 2008 0:1 Luis Flores Abarca 45k, 1:1 Lucas Barrios 80, 2:1 Lucas Barrios 82 (mecz w Concepción)                                                          |
| Club Universidad de Chile – Everton Viña del Mar 1:3 i 1:1 1 18.05 2008 0:1 Ezequiel Miralles 26, 0:2 Ezequiel Miralles 45, 0:3 Ezequiel Miralles 50, 1:3 Marcelo Salas 68 2 21.05 2008 1:0 Manuel Villalobos 18, 1:1 Cristián Canío 27 |

### Finał
| CSD Colo-Colo – Everton Viña del Mar 2:0 i 0:3 |
| 28 maja 2008 Santiago Estadio Monumental (35 000) CSD Colo-Colo – Everton Viña del Mar 2:0 (0:0) Sędzia: Pablo Pozo Bramki: 1:0 Lucas Barrios 86, 2:0 Gonzalo Fierro 90+2 Żółte kartki: Ricardo Francisco Rojas, Gonzalo Fierro / Mauricio Arias, Cristián Canío, Jaime Riveros, Marcos Velásquez Club Social y Deportivo Colo-Colo (trener Fernando Astengo): Cristián Muñoz – Luis Arturo Mena, Jorge Carrasco, Ricardo Francisco Rojas, Domingo Salcedo, Arturo Sanhueza, Rodrigo Meléndez, Gonzalo Fierro, Daniel González (69 Gustavo Biscayzacú), Lucas Barrios, Rodolfo Moya Corporación Deportiva Everton de Viña del Mar (trener Nelson Acosta): Jhonny Herrera – Fernando Saavedra, Cristián Oviedo, Adrián Rojas, Mauricio Arias, Juan Luis González, Marcos Velásquez, Francisco Sánchez, Jaime Riveros (81 Roberto Reyes), Ezequiel Miralles, Cristián Canío |
| 3 czerwca 2008 Viña del Mar Estadio Sausalito (15 000) Everton Viña del Mar – CSD Colo-Colo 3:0 (0:0) Sędzia: Rubén Selman Bramki: 1:0 Ezequiel Miralles 47, 2:0 Jaime Riveros 72, 3:0 Ezequiel Miralles 76 Żółte kartki: Fernando Saavedra, Leandro Delgado, Rubén Darío Gigena / Gonzalo Fierro, Rodrigo Meléndez Corporación Deportiva Everton de Viña del Mar (trener Nelson Acosta): Jhonny Herrera – Benjamín Ruiz, Cristián Oviedo, Adrián Rojas, Fernando Saavedra, Leandro Delgado, Juan Claudio González, Jaime Riveros (88 Cristián Uribe), Cristián Canio, Rubén Darío Gigena (82 Marcos Velásquez), Ezequiel Miralles (90+2 Francisco Sánchez) Club Social y Deportivo Colo-Colo (trener Fernando Astengo): Cristián Muñoz – Luis Arturo Mena (79 Gustavo Biscayzacú), Ricardo Francisco Rojas, Jorge Carrasco, José Domingo Salcedo (90 Miguel Riffo), Arturo Sanhueza, Rodrigo Meléndez, Gonzalo Fierro, Daniel González (65 Cristóbal Jorquera 65), Rodolfo Moya, Lucas Barrios |

Mistrzem Chile turnieju Apertura w roku 2008 został klub Everton Viña del Mar, natomiast wicemistrzem Chile – klub CSD Colo-Colo. Tytuł mistrza zapewnił drużynie Evertonu udział w Copa Libertadores 2009.

### Klasyfikacja strzelców bramek Apertura 2008
| Gole | Piłkarz           | Klub                      |
| ---- | ----------------- | ------------------------- |
| 19   | Lucas Barrios     | CSD Colo-Colo             |
| 15   | Esteban Paredes   | Santiago Morning          |
| 13   | Manuel Villalobos | Club Universidad de Chile |
| 13   | Ezequiel Miralles | Everton Viña del Mar      |
| 12   | Gabriel Vargas    | Universidad Concepción    |
| 11   | Víctor Aquino     | CD Palestino              |

## Torneo Clausura 2008

### Clausura 1
| Data            | Mecz |
| --------------- | --- |
| 21 czerwca 2008 | La Serena – Audax Italiano 1:1 Roberto Castillo 34 – Renzo Yáñez 12 |
| 21 czerwca 2008 | Unión Española – Melipilla 1:0 Manuel Neira 43 |
| 22 czerwca 2008 | Antofagasta – CD Palestino 0:3 José Luis Zelaye 50, Víctor Aquino 69, 88 |
| 22 czerwca 2008 | CD Ñublense – CSD Rangers 2:2 Juan Francisco Viveros 14, Luis Flores Abarca 35 – Esteban González 52, Marcelo Lucero 90+2 mecz rozegrany został przy pustych trybunach                                             |
| 22 czerwca 2008 | Santiago Morning – CD Universidad Católica 1:0 Diego Rivarola 63 |
| 22 czerwca 2008 | CD Huachipato – Cobreloa 1:2 Miguel Aceval 59 – Claudio Delgado 15, Fabián Benítez 76 |
| 22 czerwca 2008 | CD O’Higgins – Universidad Concepción 3:3 José Pedro Fuenzalida 4, Néstor Bareiro 42, Nicolás Diez 54 – Gustavo Lorenzetti 28, Roberto Órdenes 38k, Daniel Pereira 87 mecz rozegrany został przy pustych trybunach |
| 9 lipca 2008    | Everton Viña del Mar – CD Cobresal 2:0 Cristián Canio 32, Ezequiel Miralles 72 |
| 16 lipca 2008   | CSD Colo-Colo – Provincial Osorno 4:1 Daúd Gazale 8, Gonzalo Fierro 13, Macnelly Torres 30, 55 – Samuel Teuber 40                                                                                                  |

### Clausura 2
| Data            | Mecz |
| --------------- | --- |
| 28 czerwca 2008 | CD Universidad Católica – Everton Viña del Mar 0:1 Cristián Canío 67                                                        |
| 28 czerwca 2008 | Audax Italiano – Unión Española 0:0 mecz rozegrany został na stadionie klubu CSD Colo-Colo                                  |
| 28 czerwca 2008 | Universidad Concepción – Antofagasta 3:1 Roberto Órdenes 30k, Mauricio Aros 79, Julio César Laffatigue 83 – Héctor Suazo 70 |
| 28 czerwca 2008 | CD Palestino – CD O’Higgins 2:3 Víctor Aquino 24, 32 – Néstor Bareiro 9, Jean Beausejour 66, Felipe Rojas 84                |
| 28 czerwca 2008 | Provincial Osorno – CD Huachipato 3:1 Marcelo Teuber 14, Mario Núñez 21, 54 – Gamadiel García 12                            |
| 29 czerwca 2008 | Melipilla – CSD Colo-Colo 0:2 Daud Gazale 24, Cristóbal Jorquera 52                                                         |
| 29 czerwca 2008 | CSD Rangers – La Serena 2:1 Gastón Cellerino 63, 83 – Angel Carreño 48                                                      |
| 29 czerwca 2008 | Cobreloa – CD Cobresal 1:1 Luis Fuentes 25 – Marco Olea 35                                                                  |
| 29 czerwca 2008 | Club Universidad de Chile – CD Ñublense 2:1 Marcelo Salas 40k, José Contreras 70 – Edgardo Abdala 5                         |

### Clausura 3
| Data         | Mecz |
| ------------ | --- |
| 5 lipca 2008 | Unión Española – CD Universidad Católica 1:4 Nicolás Canales 43 – Luis Núñez 33k, Nelson López 61s, Julio Gutiérrez 72, Marcos González 87 |
| 5 lipca 2008 | CD O’Higgins – Cobreloa 1:0 Jean Beausejour 75                                                                                             |
| 5 lipca 2008 | La Serena – Melipilla 1:0 Martín Gianfelice 25                                                                                             |
| 5 lipca 2008 | Everton Viña del Mar – Universidad Concepción 2:1 Jaime Riveros 18, Mauricio Arias 74 – Fernando Solís 22                                  |
| 6 lipca 2008 | Provincial Osorno – CD Ñublense 4:1 Samuel Teuber 42 – Mario Núñez 66, 85, Carlos Verdugo 90 – Ever Cantero 80k                            |
| 6 lipca 2008 | CD Huachipato – Santiago Morning 1:1 Gamadiel García 41pen – Felipe Díaz 36                                                                |
| 6 lipca 2008 | Antofagasta – CSD Rangers 2:1 Richard Olivares 2, Rodrigo Barra 9s – Gastón Cellerino 82                                                   |
| 6 lipca 2008 | CD Cobresal – Club Universidad de Chile 1:2 Pedro Muñoz 83 – Raúl Estévez 43, Nicolás Larrondo 67                                          |
| 6 lipca 2008 | CSD Colo-Colo – CD Palestino 0:0 |

### Clausura 4
| Data          | Mecz |
| ------------- | --- |
| 12 lipca 2008 | CD Palestino – Santiago Morning 1:1 Cristián Vilchez 43 – Felipe Díaz 56                                    |
| 12 lipca 2008 | CD O’Higgins – CD Cobresal 3:0 Néstor Bareiro 26, 90+2, Jean Beausejour 90                                  |
| 12 lipca 2008 | Club Universidad de Chile – Everton Viña del Mar 1:2 Raúl Estévez 66 – Cristián Canío 82, Mauricio Arias 85 |
| 12 lipca 2008 | Cobreloa – Unión Española 1:1 Rodrigo Mannara 5 – Manuel Neira 89                                           |
| 13 lipca 2008 | CD Universidad Católica – La Serena 1:1 Julio Gutiérrez 3 – Angel Carreño 14                                |
| 13 lipca 2008 | Universidad Concepción – CSD Colo-Colo 1:2 Fernando Meneses 80k – Gonzalo Fierro 1, 62k                     |
| 13 lipca 2008 | Audax Italiano – Melipilla 2:2 Rubén Gigena 25, Fabián Orellana 54 – Norberto Arrieta 16, Héctor Berríos 52 |
| 13 lipca 2008 | CSD Rangers – Provincial Osorno 1:0 Gastón Cellerino 66                                                     |
| 13 lipca 2008 | Antofagasta – CD Huachipato 0:2 Miguel Aceval 45, Nelson Rebolledo 65                                       |

### Clausura 5
| Data          | Mecz |
| ------------- | --- |
| 19 lipca 2008 | CD Huachipato – Universidad Concepción 1:1 Leonardo Monje 68 – Roberto Órdenes 81k |
| 19 lipca 2008 | Everton Viña del Mar – CD Palestino 0:1 Rodolfo Madrid 58 |
| 19 lipca 2008 | Unión Española – Club Universidad de Chile 1:4 Manuel Neira 54 – Nelson Pinto 38, Marcelo Salas 48, Rafael Olarra 79k, Manuel Villalobos 87 mecz rozegrany został na Estadio Nacional |
| 19 lipca 2008 | La Serena – Cobreloa 6:2 Jorge Sotomayor 2, Pablo Bolados 25, 41, Roberto Castillo 73, Iván Guillauma 80s, Juan Quiroga 88 – Gustavo Savoia 26, Luis Fuentes 56                       |
| 20 lipca 2008 | CSD Colo-Colo – CSD Rangers 2:3 Daud Gazale 24, Luis Pedro Figueroa 90 – Rodrigo Barra 45, Gastón Cellerino 52, 82                                                                    |
| 20 lipca 2008 | Santiago Morning – Antofagasta 2:1 Felipe Díaz 52, Miguel Hernández 54 – Richard Olivares 40                                                                                          |
| 20 lipca 2008 | Melipilla – CD Ñublense 1:1 Carlos Espinoza 68 – Fernando Martel 30 |
| 20 lipca 2008 | CD Cobresal – Audax Italiano 1:2 Rodrigo Núñez 58 – Cristián Reynero 8, Braulio Leal 66                                                                                               |
| 20 lipca 2008 | Provincial Osorno – CD Universidad Católica 2:4 Mario Núñez 9, Samuel Teuber 36 – Marcos González 40, Luis Núñez 45, Julio Gutiérrez 55, Gary Medel 60                                |

### Clausura 6
| Data          | Mecz |
| ------------- | --- |
| 26 lipca 2008 | Unión Española – CD Cobresal 1:1 Luis Ángel Vildozo 55 – Diego Silva 61k                                                                                                  |
| 26 lipca 2008 | Universidad Concepción – Provincial Osorno 4:1 Julio César Laffatigue 26, José Pablo Burtovoy 42s, Diego Díaz 65, Ricardo Viveros 90 – Fernando Brandán 52                |
| 26 lipca 2008 | CD O’Higgins – Santiago Morning 4:1 Néstor Bareiro 22, 37, José Pedro Fuenzalida 46, 56 – Diego Rivarola 88k                                                              |
| 26 lipca 2008 | Everton Viña del Mar – La Serena 5:5 Sebastián Tagliabúe 3, 40, 76, Adrián Rojas 19, Cristián Canío 29 – Gustavo Canales 20, 68, 84k, Martín Gianfelice 27k, Luis Peña 34 |
| 26 lipca 2008 | Club Universidad de Chile – Melipilla 4:1 Raúl Estévez 39, 50, Walter Montillo 71, Manuel Villalobos 90+2 – Jorge Lagunas 70                                              |
| 27 lipca 2008 | CSD Rangers – CD Palestino 1:1 Gastón Cellerino 77 – Víctor Aquino 66 |
| 27 lipca 2008 | CD Ñublense – CSD Colo-Colo 1:2 Ever Cantero 69 – Lucas Barrios 1, 63 mecz rozegrany został w Concepción                                                                  |
| 27 lipca 2008 | Cobreloa – Antofagasta 1:2 Iván Guillauma 30 – Eduardo Martínez 14, Kevin Harbottle 81                                                                                    |
| 27 lipca 2008 | Audax Italiano – CD Huachipato 0:3 Víctor Sarabia 18, Gamadiel García 62, 89 mecz rozegrany został na stadionie klubu CSD Colo-Colo                                       |

### Clausura 7
| Data            | Mecz |
| --------------- | --- |
| 2 sierpnia 2008 | CD Palestino – Universidad Concepción 3:1 Héctor Pericás 49k, Francisco Ibáñez 66, Fernando Solís 86s – Daniel Pereira 41                                      |
| 2 sierpnia 2008 | Audax Italiano – Everton Viña del Mar 2:1 Cristián Reynero 37, Braulio Leal 90+2 – Francisco Sánchez 74 mecz rozegrany został na stadionie klubu CSD Colo-Colo |
| 2 sierpnia 2008 | Club Universidad de Chile – Cobreloa 3:1 Nelson Pinto 38, 79, Rafael Olarra 48 – Oscar Cornejo 80                                                              |
| 2 sierpnia 2008 | CD Huachipato – CSD Rangers 1:2 Leonardo Monje 45 – Enzo Gutiérrez 14, Gastón Cellerino 18 mecz rozegrany został w Concepción                                  |
| 3 sierpnia 2008 | Melipilla – Provincial Osorno 3:1 Hernán Pagés 25, César Díaz 43, Iván Álvarez 74 – Fernando Brandán 4                                                         |
| 3 sierpnia 2008 | Santiago Morning – Unión Española 1:2 Francisco Huaiquipán 3 – Felipe Flores 9k, Aníbal Domeneghini 26                                                         |
| 3 sierpnia 2008 | CD Universidad Católica – CSD Colo-Colo 1:0 Jeremías Caggiano 36 mecz rozegrany został na Estadio Nacional                                                     |
| 3 sierpnia 2008 | Antofagasta – CD O’Higgins 2:1 Richard Olivares 86, José Pedrozo 90+2 – Jean Beausejour 59                                                                     |
| 3 sierpnia 2008 | CD Cobresal – CD Ñublense 1:0 Patricio Lira 49 |

### Clausura 8
| Data             | Mecz |
| ---------------- | --- |
| 9 sierpnia 2008  | Provincial Osorno – Antofagasta 0:1 Julio Rodríguez 77 |
| 9 sierpnia 2008  | CSD Colo-Colo – Audax Italiano 1:1 Luis Pedro Figueroa 35 – Rubén Darío Gigena 28                                                                                      |
| 9 sierpnia 2008  | La Serena – Club Universidad de Chile 2:2 Luis Peña 47, Cristián Verón 60 – Sebastián Pardo 24, Cristián Milla 75                                                      |
| 9 sierpnia 2008  | Universidad Concepción – Santiago Morning 2:2 Leonel Mena 5, Julio César Laffatigue 85 – Esteban Paredes 1, Alejandro Kruchowski 32 mecz rozegrany został w Talcahuano |
| 10 sierpnia 2008 | CD O’Higgins – CD Universidad Católica 1:1 Facundo Imboden 26 – Hans Gómez 59                                                                                          |
| 10 sierpnia 2008 | Cobreloa – CSD Rangers 3:0 Gustavo Savoia 4, Daniel González 25, Rafael Celedón 88                                                                                     |
| 10 sierpnia 2008 | CD Cobresal – CD Huachipato 2:2 Diego Silva 5, Diego Guidi 59 – Víctor Saravia 42, Leonardo Monje 86                                                                   |
| 10 sierpnia 2008 | CD Ñublense – CD Palestino 2:1 Fernando Martel 42, 60 – Alejandro Carrasco 29                                                                                          |
| 10 sierpnia 2008 | Everton Viña del Mar – Melipilla 2:1 Adrían Rojas 69, Sebastián Tagliabúe 83 – Héctor Berríos 87                                                                       |

### Clausura 9
| Data             | Mecz |
| ---------------- | --- |
| 14 sierpnia 2008 | CD Palestino – Club Universidad de Chile 0:3 Nelson Pinto 14, Marco Estrada 61, Cristián Milla 68 mecz rozegrany został na Estadio Nacional |
| 15 sierpnia 2008 | Universidad Concepción – Audax Italiano 1:1 Daniel Pereira 20 – Rubén Gigena 12 mecz rozegrany został w Talcahuano                          |
| 15 sierpnia 2008 | CSD Colo-Colo – Unión Española 0:0 mecz przerwany w 18. minucie – dokończony 27 sierpnia                                                    |
| 16 sierpnia 2008 | Provincial Osorno – CD Cobresal 0:3 Marco Olea 10, 45, Cristian Ríos 90                                                                     |
| 17 sierpnia 2008 | CD Universidad Católica – CD Huachipato 0:4 Nelson Rebolledo 23, Gamadiel García 47, Leonardo Monje 55, César Cortés 90                     |
| 17 sierpnia 2008 | La Serena – Antofagasta 2:0 Pablo Bolados 53, Martín Gianfelice 83                                                                          |
| 17 sierpnia 2008 | Santiago Morning – CD Ñublense 2:2 Diego Rivarola 79, Roque Arancibia 90+2 – Juan José Ribera 4, Bruno Martelotto 57                        |
| 17 sierpnia 2008 | CSD Rangers – Everton Viña del Mar 2:0 Enzo Gutiérrez 34, Gastón Cellerino 69                                                               |
| 20 sierpnia 2008 | Melipilla – CD O’Higgins 2:1 César Díaz 26, Juan Sáez 63 – Néstor Bareiro 85                                                                |
| 27 sierpnia 2008 | CSD Colo-Colo – Unión Española 2:1 Rodrigo Millar 74, Macnelly Torres 82 – Joel Pérez 55 dokończenie 72 minut meczu przerwanego 15 sierpnia |

### Clausura 10
| Data             | Mecz |
| ---------------- | --- |
| 23 sierpnia 2008 | CD Huachipato – CD Palestino 1:2 Leonardo Monje 21 – Héctor Pericás 36, Francisco Ibáñez 44 mecz rozegrany został w Concepción (miasto w Chile)  |
| 23 sierpnia 2008 | Club Universidad de Chile – Universidad Concepción 1:1 Emilio Hernández 79 – Fernando Giménez 55                                                 |
| 23 sierpnia 2008 | Audax Italiano – Provincial Osorno 1:2 Renzo Yáñez 75 – Ricardo Parada 30, Mario Núñez 83 mecz rozegrany został na stadionie klubu CSD Colo-Colo |
| 24 sierpnia 2008 | CD O’Higgins – CSD Colo-Colo 0:3 Gonzalo Fierro 9, Cristóbal Jorquera 14, Macnelly Torres 86                                                     |
| 24 sierpnia 2008 | Antofagasta – CD Universidad Católica 2:3 Eric Pino 66, David Portillo 69 – Luis Núñez 37, Julio Gutiérrez 73, Rodrigo Valenzuela 79             |
| 24 sierpnia 2008 | Everton Viña del Mar – Unión Española 2:0 Sebastián Tagliabúe 72, Ezequiel Miralles 90+4                                                         |
| 24 sierpnia 2008 | CD Ñublense – Cobreloa 1:1 Juan Francisco Viveros 37 – Gustavo Savoia 85                                                                         |
| 24 sierpnia 2008 | Santiago Morning – CSD Rangers 1:1 Diego Rivarola 6k – Rodrigo Barra 78k                                                                         |
| 24 sierpnia 2008 | CD Cobresal – La Serena 1:1 Diego Silva 48 – Carlos Alzamora 75                                                                                  |

### Clausura 11
| Data             | Mecz |
| ---------------- | --- |
| 30 sierpnia 2008 | CD Palestino – Cobreloa 3:4 Víctor Aquino 8, Francisco Ibáñez 47, 75 – Daniel González 31, Eduardo Vargas 32, 80, Charles Aránguiz 34              |
| 30 sierpnia 2008 | CSD Colo-Colo – Santiago Morning 2:1 Lucas Barrios 42, 63 – Esteban Paredes 78                                                                     |
| 31 sierpnia 2008 | Unión Española – La Serena 2:3 Manuel Neira 20, 32 – Roberto Castillo 3, Gustavo Canales 42, Carlos Alzamora 87                                    |
| 31 sierpnia 2008 | Provincial Osorno – Club Universidad de Chile 1:2 Jaime Barrientos 62 – Marcelo Salas 73k, Marco Estrada 89                                        |
| 31 sierpnia 2008 | CD Huachipato – Everton Viña del Mar 2:1 Patricio Ormázabal 45, Dagoberto Currimilla 73 – Jaime Riveros 63                                         |
| 31 sierpnia 2008 | Melipilla – CD Cobresal 1:2 Jorge Lagunas 59 – Patricio Lira 24, Marco Olea 34                                                                     |
| 31 sierpnia 2008 | CSD Rangers – CD O’Higgins 3:1 Gastón Cellerino 18, Andrés Oroz 44, Juan Manuel Cavallo 52 – Jean Beausejour 90                                    |
| 31 sierpnia 2008 | CD Ñublense – Antofagasta 2:0 Jonathan Cisternas 58, 61                                                                                            |
| 31 sierpnia 2008 | CD Universidad Católica – Audax Italiano 2:4 Milovan Mirosevic 13, Nicolás Gianni 89 – Fabián Orellana 40, Cristián Reynero 54, Renzo Yáñez 61, 90 |

### Clausura 12
| Data             | Mecz |
| ---------------- | --- |
| 13 września 2008 | CD Cobresal – CD Universidad Católica 3:1 Cristian Ríos 42, Pedro Muñoz 48, Rodrigo Núñez 76 – Julio Gutiérrez 79                 |
| 13 września 2008 | Audax Italiano – CSD Rangers 3:0 Braulio Leal 6k, 63k, Cristián Reynero 44 mecz rozegrany został na stadionie klubu CSD Colo-Colo |
| 13 września 2008 | CD O’Higgins – CD Ñublense 2:2 Néstor Bareiro 37, 84 – Patricio Galaz 29k, Cristián Morán 63                                      |
| 13 września 2008 | La Serena – Universidad Concepción 2:1 Gustavo Canales 22, Carlos Alzamora 75 – Juan Cabral 78                                    |
| 14 września 2008 | Unión Española – CD Palestino 1:3 Miguel Orellana 86 – Héctor Pericás 25, 60k, Carlos Pérez 74                                    |
| 14 września 2008 | Everton Viña del Mar – Santiago Morning 0:1 Esteban Paredes 23                                                                    |
| 14 września 2008 | Antofagasta – CSD Colo-Colo 1:0 José Pedrozo 76                                                                                   |
| 14 września 2008 | Cobreloa – Melipilla 2:0 Gustavo Savoia 20, Eduardo Vargas 78                                                                     |
| 14 września 2008 | Club Universidad de Chile – CD Huachipato 1:3 Marcelo Salas 79 – Víctor Sarabia 16, Nelson Rebolledo 42, Leonardo Monje 64        |

### Clausura 13
| Data             | Mecz |
| ---------------- | --- |
| 20 września 2008 | Universidad Concepción – Cobreloa 2:0 Julio César Laffatigue 44, Ricardo Viveros 84                                                                                        |
| 20 września 2008 | Provincial Osorno – CD O’Higgins 1:1 José Pedro Fuenzalida 9 – Mario Núñez 84k                                                                                             |
| 20 września 2008 | CD Palestino – Audax Italiano 1:0 Rodolfo Madrid 73 |
| 20 września 2008 | CSD Rangers – CD Cobresal 2:1 Juan Manuel Cavallo 5, Gastón Cellerino 30 – Marco Olea 51                                                                                   |
| 20 września 2008 | Antofagasta – Unión Española 1:1 José Pedroso 51 – Gerardo Cortés 41 |
| 20 września 2008 | Santiago Morning – Club Universidad de Chile 0:3 Nelson Pinto 29, José Contreras 41, Cristián Milla 90+2 mecz rozegrany został na stadionie klubu CSD Colo-Colo            |
| 21 września 2008 | Melipilla – CD Universidad Católica 3:5 Iván Álvarez 48, 67, César Díaz 61k – Julio Gutiérrez 25k, Milovan Mirosevic 52, Gary Medel 66, Rodrigo Toloza 82, Iván Vásquez 88 |
| 21 września 2008 | CD Ñublense – Everton Viña del Mar 1:0 Patricio Galaz 39 |
| 21 września 2008 | CD Huachipato – La Serena 4:1 César Cortés 20, Víctor Saravia 26, Miguel Aceval 62, Leonardo Monje 77 – Carlos Labrín 60s mecz rozegrany został w Concepción               |

### Clausura 14
| Data             | Mecz |
| ---------------- | --- |
| 27 września 2008 | Unión Española – Universidad Concepción 3:1 Manuel Neira 18, Jaime Rubilar 34, Rodrigo Pérez 76 – Roberto Órdenes 40k       |
| 27 września 2008 | Audax Italiano – CD O’Higgins 1:0 Renzo Yáñez 16 mecz rozegrany został na stadionie klubu CSD Colo-Colo                     |
| 27 września 2008 | La Serena – CD Ñublense 3:3 Gustavo Canales 5, Luis Peña 12, Martín Gianfelice 48 – Fernando Martel 40, 52, Ever Cantero 82 |
| 27 września 2008 | Melipilla – CSD Rangers 0:1 Gastón Cellerino 7                                                                              |
| 28 września 2008 | CD Universidad Católica – CD Palestino 1:2 Julio Gutiérrez 62 – Francisco Ibáñez 23, 51                                     |
| 28 września 2008 | Everton Viña del Mar – CSD Colo-Colo 3:1 Ezequiel Miralles 76, 87, Fernando Saavedra 90+1 – Luis Pedro Figueroa 54          |
| 28 września 2008 | CD Cobresal – Santiago Morning 4:1 Pedro Muñoz 13, Rodrigo Núñez 44, Marco Olea 55, Víctor Oyarzún 81 – Diego Rivarola 40k  |
| 28 września 2008 | Cobreloa – Provincial Osorno 4:0 Daniel González 49k, 75, Claudio Delgado 66, Charles Aránguiz 90+1                         |
| 28 września 2008 | Club Universidad de Chile – Antofagasta 3:0 Raúl Estévez 19, 42, Cristián Milla 57                                          |

### Clausura 15
| Data                | Mecz |
| ------------------- | --- |
| 4 października 2008 | CD Palestino – CD Cobresal 3:1 Cristián Vilches 28, Víctor Aquino 78, Francisco Ibáñez 86 – Rodrigo Núñez 57                                                                         |
| 4 października 2008 | CD Huachipato – Melipilla 2:1 Leonardo Monje 43, 63 – César Díaz 50 mecz rozegrany został w Concepción                                                                               |
| 4 października 2008 | CD O’Higgins – Everton Viña del Mar 4:3 Rodrigo Ramírez 5, Aílton 63k, 70, Néstor Bareiro 74 – Jaime Riveros 8, 10, Ezequiel Miralles 21                                             |
| 5 października 2008 | Universidad Concepción – CD Universidad Católica 3:5 Fernando Meneses 10, Gabriel Vargas 14, 83k – Hans Martínez 8, Gary Medel 41, Sebastián Barrientos 47, 89, Milovan Mirosevic 74 |
| 5 października 2008 | Provincial Osorno – La Serena 1:2 Mario Núñez 86k – Gustavo Canales 44, Martin Gianfelicce 67                                                                                        |
| 5 października 2008 | Santiago Morning – Cobreloa 3:1 Luis Fuentes 13s, Esteban Paredes 36, Francisco Huaquipán 77 – Claudio Delgado 16                                                                    |
| 5 października 2008 | CSD Colo-Colo – Club Universidad de Chile 2:0 Lucas Barrios 35, 74 |
| 5 października 2008 | Antofagasta – Audax Italiano 3:0 Eduardo Martínez 14, Osmán Huerta 74, Gerson Acevedo 85                                                                                             |
| 5 października 2008 | CD Ñublense – Unión Española 0:3 Gerardo Cortés 32, 74, Clarence Acuña 84 |

### Clausura 16
| Data                 | Mecz |
| -------------------- | --- |
| 18 października 2008 | CD Universidad Católica – CSD Rangers 2:0 Julio Gutiérrrez 24k, Rodrigo Toloza 90+1                                                             |
| 18 października 2008 | La Serena – CD O’Higgins 1:3 Pablo Bolados 85k – Jean Beausejour 41, Néstor Bareiro 47, Aílton 75k                                              |
| 18 października 2008 | Universidad Concepción – CD Ñublense 1:1 Gabriel Vargas 76 – Ever Cantero 85                                                                    |
| 18 października 2008 | Melipilla – CD Palestino 0:2 Héctor Pericás 33, Jean Paul Pineda 79                                                                             |
| 19 października 2008 | Unión Española – CD Huachipato 3:2 Gerardo Cortés 21, Aníbal Domeneghini 69, José Luis Sierra 80k – Dagoberto Currimilla 40, Gamadiel García 61 |
| 19 października 2008 | Provincial Osorno – Santiago Morning 0:1 Jaime Grondona 25                                                                                      |
| 19 października 2008 | CD Cobresal – Antofagasta 0:0 |
| 19 października 2008 | Cobreloa – CSD Colo-Colo 4:3 Gustavo Savoia 17, 42, Daniel González 32k, Rodrigo Mannara 38 – Macnelly Torres 45, Lucas Barrios 60k, 65         |
| 19 października 2008 | Audax Italiano – Club Universidad de Chile 0:1 Walter Montillo 49 mecz rozegrany został na Estadio Nacional                                     |

### Clausura 17
| Data                 | Mecz |
| -------------------- | --- |
| 24 października 2008 | CSD Colo-Colo – La Serena 3:0 Lucas Barrios 8, 16, 88 |
| 24 października 2008 | CD O’Higgins – Unión Española 5:3 Jean Beausejour 7, 35, Aílton 47, Néstor Bareiro 50k, 60 – Clarence Acuña 55, Aníbal Domeneghini 84, Mario Aravena 90+1         |
| 25 października 2008 | CD Palestino – Provincial Osorno 1:0 Francisco Ibáñez 33 |
| 25 października 2008 | CD Ñublense – CD Huachipato 0:1 Gamadiel García 69 |
| 25 października 2008 | CSD Rangers – Universidad Concepción 2:3 Gastón Cellerino 19k, 77k – Ricardo Viveros 32, Gabriel Vargas 89k, Roberto Órdenes 90                                   |
| 25 października 2008 | Cobreloa – Everton Viña del Mar 2:0 Rodrigo Mannara 25, 47 |
| 25 października 2008 | Santiago Morning – Audax Italiano 3:5 Jaime Grondona 22, 86, Esteban Paredes 83k – Braulio Leal 39k, 69k, Fabián Orellana 57, Mauricio Salazar 74, Renzo Yáñez 81 |
| 25 października 2008 | Antofagasta – Melipilla 4:2 Eduardo Martínez 14, Cristián Rojas 35, Richard Olivares 61, Kevin Harbottle 69 – José Luis Jiménez 24, Norberto Arrieta 57           |
| 28 października 2008 | Club Universidad de Chile – CD Universidad Católica 2:1 Osvaldo González 36, Boris González 81s – Julio Gutiérrez 66                                              |

### Clausura 18
| Data                 | Mecz |
| -------------------- | --- |
| 31 października 2008 | Melipilla – Santiago Morning 1:5 Jorge Lagunas 71 – Esteban Paredes 2, Diego Rivarola 8, 18, Jaime Grondona 27, Felipe Díaz 42                                                                  |
| 1 listopada 2008     | Everton Viña del Mar – Provincial Osorno 3:1 Jaime Riveros 22, Cristián Canío 57k, Santiago Gentiletti 77s – Samuel Teuber 48                                                                   |
| 1 listopada 2008     | La Serena – CD Palestino 3:0 Carlos Alzamora 1, Gustavo Canales 30, 84 |
| 1 listopada 2008     | Audax Italiano – CD Ñublense 1:1 Fabián Orellana 19 – Patricio Galaz 85 mecz rozegrany został na stadionie klubu CSD Colo-Colo                                                                  |
| 1 listopada 2008     | CD Universidad Católica – Cobreloa 4:3 Francisco Pizarro 11, Luis Núñez 33k, Milovan Mirosevic 42, Rodrigo Toloza 67 – Gustavo Savoia 8, Daniel González 14, 46                                 |
| 2 listopada 2008     | CD Cobresal – Universidad Concepción 1:3 Cristóbal Aliste 87 – Gabriel Vargas 12k, Julio César Laffatigue 86, Fernando Giménez 90+3                                                             |
| 2 listopada 2008     | Unión Española – CSD Rangers 2:1 Gerardo Cortés 26, José Luis Sierra 90 – Rodrigo Barra 29 |
| 2 listopada 2008     | CD Huachipato – CSD Colo-Colo 0:2 Daúd Gazale 39, 87 mecz rozegrany został w Concepción |
| 2 listopada 2008     | Club Universidad de Chile – CD O’Higgins 5:3 Federico Martorell 18s, Cristóbal González 33s, Emilio Hernández 67, 76, Cristián Milla 90+3k – Néstor Bareiro 39, Aílton 45+1, Jean Beausejour 79 |

### Clausura 19
| Data             | Mecz |
| ---------------- | --- |
| 8 listopada 2008 | Universidad Concepción – Melipilla 0:1 César Díaz 49k                                                                                   |
| 8 listopada 2008 | CSD Colo-Colo – CD Cobresal 1:1 Rodrigo Millar 21 – Marco Olea 72                                                                       |
| 9 listopada 2008 | Provincial Osorno – Unión Española 1:2 Jorge Aguilar 75 – José Luis Sierra 6k, Mario Aravena 77                                         |
| 9 listopada 2008 | Cobreloa – Audax Italiano 2:1 Rodrigo Mannara 78, 85 – Fabián Orellana 10                                                               |
| 9 listopada 2008 | Antofagasta – Everton Viña del Mar 0:1 Jaime Riveros 57                                                                                 |
| 9 listopada 2008 | Santiago Morning – La Serena 3:2 Néstor Contreras 42, Felipe Díaz 87, Jorge Sotomayor 90+3s – Roberto Castillo 90, Gustavo Canales 90+2 |
| 9 listopada 2008 | CSD Rangers – Club Universidad de Chile 1:0 Gastón Cellerino 23                                                                         |
| 9 listopada 2008 | CD O’Higgins – CD Huachipato 3:2 Néstor Bareiro 65, Hans Gómez 69, José Pedro Fuenzalida 81 – Leonardo Monje 28, Nelson Rebolledo 57    |
| 9 listopada 2008 | CD Ñublense – CD Universidad Católica 0:2 Julio Gutiérrez 20k, Albert Acevedo 48 mecz rozegrany został w Concepción                     |

### Tabele końcowe turnieju Clausura 2008
Choć wszystkie kluby pierwszej ligi grały ze sobą każdy z każdym, to o mistrzostwie nie decydowała ogólna tabela. Kluby zostały wcześniej podzielone na 4 grupy. O awansie do ćwierćfinału decydowało najpierw miejsce w grupie, a dopiero potem punkty i bramki. Z grup 1 i 3 po dwa najlepsze kluby awansowały bezpośrednio do ćwierćfinału mistrzostw, a z grupy 4 tylko zwycięzca awansował bezpośrednio do ćwierćfinału. Do fazy barażowej (tzw. Repechaje), która miała wyłonić ósmego ćwierćfinalistę awansował trzeci zespół grupy 2 i drugi zespół grupy 4.

#### Grupa 1
| Poz. | Klub                      | Mecze | Zw | Rem | Por | Pkt | BrZd | BrStr |
| ---- | ------------------------- | ----- | -- | --- | --- | --- | ---- | ----- |
| 1    | Club Universidad de Chile | 18    | 12 | 2   | 4   | 38  | 39   | 21    |
| 2    | CSD Colo-Colo             | 18    | 10 | 3   | 5   | 33  | 32   | 19    |
| 3    | Unión Española            | 18    | 7  | 4   | 7   | 25  | 28   | 32    |
| 4    | CD Ñublense               | 18    | 3  | 7   | 7   | 17  | 21   | 29    |
| 5    | Concepción                | 0     | 0  | 0   | 0   | 0   | 0    | 0     |

- Concepción wycofał się z turnieju Clausura

#### Grupa 2
| Poz. | Klub                    | Mecze | Zw | Rem | Por | Pkt | BrZd | BrStr |
| ---- | ----------------------- | ----- | -- | --- | --- | --- | ---- | ----- |
| 1    | CSD Rangers             | 18    | 9  | 3   | 6   | 30  | 25   | 25    |
| 2    | CD Universidad Católica | 18    | 9  | 2   | 7   | 29  | 37   | 33    |
| 3    | Everton Viña del Mar    | 18    | 9  | 1   | 8   | 28  | 28   | 25    |
| 4    | La Serena               | 18    | 7  | 6   | 5   | 27  | 37   | 34    |
| 5    | Provincial Osorno       | 18    | 3  | 1   | 14  | 10  | 19   | 39    |

#### Grupa 3
| Poz. | Klub                   | Mecze | Zw | Rem | Por | Pkt | BrZd | BrStr |
| ---- | ---------------------- | ----- | -- | --- | --- | --- | ---- | ----- |
| 1    | CD Palestino           | 18    | 10 | 3   | 5   | 33  | 29   | 22    |
| 2    | CD O’Higgins           | 18    | 8  | 4   | 6   | 28  | 39   | 35    |
| 3    | Santiago Morning       | 18    | 7  | 5   | 6   | 26  | 30   | 32    |
| 4    | Universidad Concepción | 18    | 5  | 6   | 7   | 21  | 32   | 32    |
| 5    | Melipilla              | 18    | 3  | 2   | 13  | 11  | 19   | 38    |

#### Grupa 4
| Poz. | Klub           | Mecze | Zw | Rem | Por | Pkt | BrZd | BrStr |
| ---- | -------------- | ----- | -- | --- | --- | --- | ---- | ----- |
| 1    | CD Huachipato  | 18    | 8  | 3   | 7   | 27  | 33   | 25    |
| 2    | Cobreloa       | 18    | 8  | 3   | 7   | 27  | 34   | 32    |
| 3    | Audax Italiano | 18    | 6  | 6   | 6   | 24  | 25   | 25    |
| 4    | Antofagasta    | 18    | 7  | 2   | 9   | 23  | 20   | 27    |
| 5    | CD Cobresal    | 18    | 5  | 6   | 7   | 21  | 24   | 26    |

- Klub Club Universidad de Chile uzyskał w fazie ligowej turnieju Clausura najlepszy dorobek punktowo-bramkowy, dzięki czemu zapewnił sobie udział w Copa Libertadores 2009

### Repechaje
| 12.11 2008 Everton Viña del Mar – Cobreloa 0:3 (0:2) 0:1 Gustavo Savoia 10, 0:2 Oscar Cornejo 45, 0:3 Rodrigo Mannara 71 mecz rozegrany został w Viña del Mar |

### 1/4 finału
| CD Huachipato – CSD Colo-Colo 1:1 i 2:4 1 15.11 2008 0:1 Lucas Barrios 36, 1:1 Gamadiel García 45k 2 22.11 2008 0:1 Daúd Gazale 13, 1:1 Nelson Rebolledo 40, 1:2 Lucas Barrios 54, 1:3 Lucas Barrios 68, 2:3 César Cortés 82, 2:4 César Cortés 82                |
| CD O’Higgins – CD Palestino 2:2 i 1:2 1 15.11 2008 1:0 Néstor Bareiro 8, 1:1 Víctor Aquino 13, 2:1 José Pedro Fuenzalida 22, 2:2 Héctor Pericás 27k 2 22.11 2008 0:1 Cristóbal González 43s, 0:2 Víctor Aquino 64, 1:2 Aílton 90+3k                              |
| Cobreloa – Club Universidad de Chile 3:0 i 2:3 1 15.11 2008 1:0 Rodrigo Mannara 30, 2:0 Oscar Cornejo 53, 3:0 Daniel González 76 2 23.11 2008 0:1 Walter Montillo 15, 1:1 Daniel González 16, 1:2 Marcelo Salas 34, 2:2 Rodrigo Mannara 46, 2:3 Marcelo Salas 55 |
| CD Universidad Católica – CSD Rangers 3:3 i 1:1 1 15.11 2008 0:1 Rodrigo Barra 4, 1:1 Julio Gutiérrez 28, 1:2 Andrés Oroz 46, 2:2 Julio Gutiérrez 58, 3:2 Gary Medel 60, 3:3 Gastón Cellerino 87 2 23.11 2008 0:1 Álvaro Saravia 57, 1:1 Marco González 88       |

### 1/2 finału
| Cobreloa – CSD Colo-Colo 3:3 i 2:2 1 29.11 2008 0:1 Rodolfo Moya 8, 1:1 Fabián Benítez 20, 2:1 Gustavo Savoia 35, 2:2 Macnelly Torres 43, 2:3 Daúd Gazale 69, 3:3 Gustavo Savoia 75 2 6.12 2008 1:0 Rodrigo Mannara 15, 1:1 Lucas Barrios 44, 1:2 Lucas Barrios 46, 2:2 Daniel González 71k |
| CSD Rangers – CD Palestino 2:2 i 0:0 1 29.11 2008 1:0 Marcelo Lucero 40, 2:0 Juan Manuel Cavallo 45+1, 2:1 Francisco Ibáñez 57, 2:2 Jean Paul Pineda 90+3 2 6.12 2008 0:0 (mecz rozegrany został na stadionie klubu Santiago Morning)                                                       |

### Finał
| CD Palestino – CSD Colo-Colo 1:1 i 1:3 |
| 14 grudnia 2008 Santiago Estadio Nacional (30 000) CD Palestino – CSD Colo-Colo 1:1 (0:1) Sędzia: Rubén Selman Bramki: 0:1 Lucas Barrios 28k, 1:1 Francisco Ibáñez 79 Żółte kartki: Boris Sagredo, Roberto Bishara / Daúd Gazale Czerwone kartki: Felipe Núñez 27, Roberto Bishara 49 / – CD Palestino (trener Luis Musrri): Felipe Núñez – Nelson Saavedra, José Luis Zelaye, Cristian Vilches, Roberto Bishara, Luis Pavez, Rodolfo Madrid, Boris Sagredo (27 Luis Rogel), Alejandro Carrasco (62 Diego Díaz), Víctor Aquino (64 Roberto Avalos), Francisco Ibáñez Club Social y Deportivo Colo-Colo (trener Marcelo Barticciotto): Cristian Muńoz – Luis Pedro Figueroa, Luis Arturo Mena, Miguel Riffo, Domingo Salcedo, Rodrigo Meléndez (62 Daúd Gazale), Arturo Sanhueza, Rodrigo Millar, Macnelly Torres (77 Cristóbal Jorquera), Rodolfo Moya, Lucas Barrios |
| 20 grudnia 2008 Santiago Estadio Monumental (45 000) CSD Colo-Colo – CD Palestino 3:1 (1:1) Sędzia: Carlos Chandía Bramki: 1:0 Lucas Barrios 28, 1:1 Luis Pavez 38, 2:1 Daud Gazale 51, 3:1 Rodrigo Millar 62 Żółte kartki: Rodrigo Meléndez, Rodrigo Millar, Arturo Sanhueza / Francisco Ibáñez, Roberto Avalos, Rodolfo Madrid, Jean Paul Pineda Czerwone kartki: – / Jean Paul Pineda 75 Club Social y Deportivo Colo-Colo (trener Marcelo Barticciotto): Cristian Muńoz – Luis Pedro Figueroa, Luis Arturo Mena, Miguel Riffo, Domingo Salcedo, Rodrigo Millar, Rodrigo Meléndez, Arturo Sanhueza, Macnelly Torres (86 Moisés Villarroel), Lucas Barrios (90+2 Roberto Cereceda), Daúd Gazale (72 Rodolfo Moya) CD Palestino (trener Luis Musrri): Luis Rogel – Nelson Saavedra, José Luis Zelaye, Cristian Vilches, Rodolfo Madrid, Roberto Avalos, Luis Pavez (60 Héctor Pericás, 68 Esteban Sáez), Diego Díaz, Alejandro Carrasco, Víctor Aquino, Francisco Ibáñez (68 Jean Paul Pineda) |

Mistrzem Chile turnieju Clausura w roku 2008 został klub CSD Colo-Colo, natomiast wicemistrzem Chile – klub CD Palestino. Tytuł mistrza zapewnił drużynie CSD Colo-Colo udział w Copa Libertadores 2009.

### Klasyfikacja strzelców bramek Clausura 2008
| Gole | Piłkarz          | Klub                    |
| ---- | ---------------- | ----------------------- |
| 18   | Lucas Barrios    | CSD Colo-Colo           |
| 16   | Gastón Cellerino | CSD Rangers             |
| 16   | Néstor Bareiro   | CD O’Higgins            |
| 12   | Julio Gutiérrez  | CD Universidad Católica |

## Tabela sumaryczna sezonu 2008
Tabela obejmuje sumaryczny dorobek klubów w turniejach Apertura i Clausura, zebrany w fazach ligowych mistrzostw, gdzie kluby grały ze sobą każdy z każdym. Obok wartości statystycznej ma ona na celu wyłonienie klubów, które spadną do drugiej ligi.
| Poz. | Klub                      | Mecze | Zw | Rem | Por | Pkt | BrZd | BrStr |
| ---- | ------------------------- | ----- | -- | --- | --- | --- | ---- | ----- |
| 1    | Club Universidad de Chile | 37    | 21 | 5   | 11  | 68  | 67   | 44    |
| 2    | CD Universidad Católica   | 37    | 20 | 5   | 12  | 65  | 74   | 52    |
| 3    | CD O’Higgins              | 37    | 18 | 10  | 9   | 64  | 69   | 52    |
| 4    | Everton Viña del Mar      | 37    | 19 | 3   | 15  | 60  | 62   | 55    |
| 5    | CSD Colo-Colo             | 37    | 17 | 9   | 11  | 60  | 67   | 48    |
| 6    | Audax Italiano            | 37    | 17 | 7   | 13  | 58  | 60   | 50    |
| 7    | CD Ñublense               | 37    | 15 | 13  | 9   | 58  | 49   | 43    |
| 8    | CD Palestino              | 37    | 17 | 6   | 14  | 57  | 57   | 49    |
| 9    | Santiago Morning          | 37    | 16 | 8   | 13  | 56  | 65   | 74    |
| 10   | CD Huachipato             | 37    | 15 | 9   | 13  | 54  | 62   | 54    |
| 11   | CSD Rangers               | 37    | 15 | 9   | 13  | 54  | 48   | 50    |
| 12   | La Serena                 | 37    | 14 | 11  | 12  | 53  | 66   | 63    |
| 13   | CD Cobresal               | 37    | 14 | 10  | 13  | 52  | 59   | 52    |
| 14   | Cobreloa                  | 37    | 14 | 8   | 15  | 50  | 59   | 61    |
| 15   | Unión Española            | 37    | 14 | 7   | 16  | 49  | 48   | 59    |
| 16   | Universidad Concepción    | 37    | 11 | 9   | 17  | 42  | 59   | 65    |
| 17   | Antofagasta               | 37    | 11 | 7   | 19  | 40  | 36   | 56    |
| 18   | Provincial Osorno         | 37    | 8  | 2   | 27  | 26  | 38   | 77    |
| 19   | Melipilla                 | 37    | 6  | 3   | 28  | 21  | 41   | 78    |
| 20   | Concepción                | 19    | 7  | 3   | 9   | 18  | 33   | 37    |

- Concepción – odjęte 6 punktów; klub wycofał się przed turniejem Clausura z powodu problemów finansowych.

W miejsce spadkowiczów (Antofagasta, Provincial Osorno, Melipilla i Concepción) awansował mistrz drugiej ligi Curicó Unido.

### Baraż o utrzymanie się w I lidze
W barażach wzięły udział 15. (Unión Española) i 16. (Universidad Concepción) klub I ligi oraz drugi (Puerto Montt) i trzeci (Coquimbo Unido) klub II ligi.
| Data              | Mecz |
| ----------------- | --- |
| 13 listopada 2008 | Coquimbo Unido – Universidad Concepción 0:2 Julio César Laffatigue 22, Gabriel Vargas 32                                            |
| 13 listopada 2008 | Puerto Montt – Unión Española 1:2 Aníbal Carvallo 35k – Manuel Neira 48, Gerardo Cortés 80                                          |
| 16 listopada 2008 | Universidad Concepción – Coquimbo Unido 3:1 Julio César Laffatigue 21, Fernando Meneses 43, Gabriel Vargas 47 – Alfredo Calderón 86 |
| 16 listopada 2008 | Unión Española – Puerto Montt 3:3 Gerardo Cortés 58, 80, Manuel Neira 65 – Claudio Latorre 3, Pablo Pereira 12, 49                  |

Kluby Unión Española i Universidad Concepción utrzymały się w I lidze.